# Jocs Mediterranis de 1991
Els onzens Jocs Mediterranis es van celebrar a Atenes (Grècia), del 28 de juny al 12 de juliol de 1991.
Hi participaren un total de 2.762 esportistes (2.176 homes i 586 dones) en representació de 18 estats mediterranis. Es disputaren un total de 217 competicions de 24 esports.

## Medaller
| Pos. | Estat      | Or | Plata | Bronze | Total |
| ---- | ---------- | -- | ----- | ------ | ----- |
| 1    | Itàlia     | 67 | 49    | 52     | 168   |
| 2    | França     | 48 | 57    | 34     | 139   |
| 3    | Turquia    | 23 | 11    | 12     | 46    |
| 4    | Espanya    | 22 | 39    | 49     | 110   |
| 5    | Iugoslàvia | 16 | 13    | 9      | 38    |
| 6    | Grècia     | 9  | 22    | 29     | 60    |
| 7    | Algèria    | 9  | 3     | 5      | 17    |
| 8    | Egipte     | 8  | 10    | 17     | 35    |
| 9    | Marroc     | 5  | 5     | 10     | 20    |
| 10   | Síria      | 4  | 2     | 5      | 11    |
| 11   | Xipre      | 1  | 2     | 1      | 4     |
| 12   | Líban      | 1  | 1     | 1      | 3     |
| 13   | Tunísia    | 1  | 0     | 5      | 6     |
| 14   | Albània    | 0  | 4     | 4      | 8     |